# Torsten Stenzel

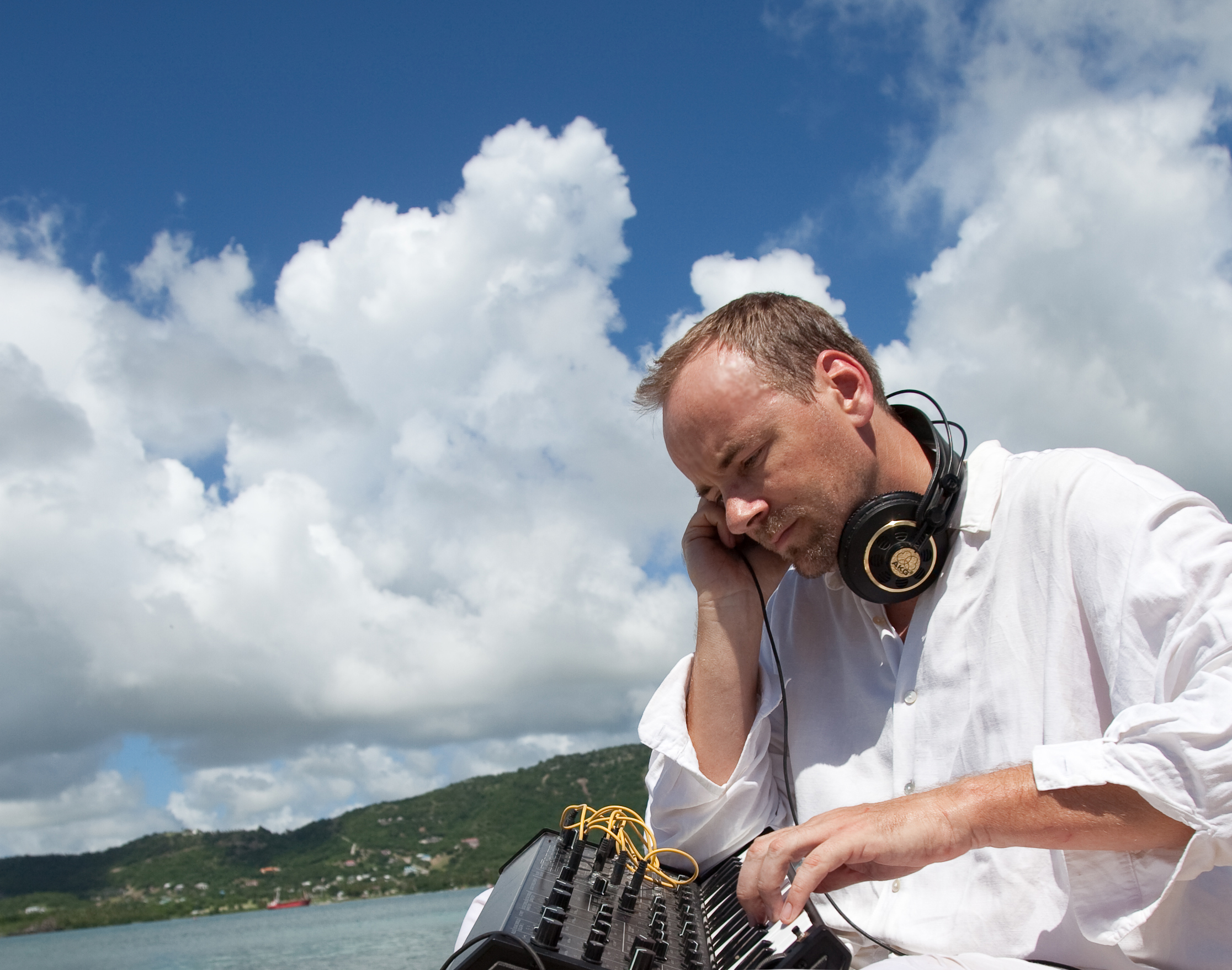
Torsten Stenzel (2010)

Torsten Stenzel (* 27. September 1971 in Bad Homburg, Deutschland) ist ein deutscher Musikproduzent und Komponist. Er spielt Kirchenorgel, Klavier und Synthesizer.

## Leben
Stenzel begann mit Klavierunterricht im Alter von fünf Jahren bei Andre Terebesi. Mit 13 Jahren konzentrierte er sich auf die Kirchenorgel als Instrument und legte im Alter von 15 Jahren die Eignungsprüfung als Kirchenorganist ab. 1990 veröffentlichte er seine erste Single Recall IV – Contrast auf Zyx Records, 1992 hatte er seinen ersten Beruf als A & R-Manager in der Tonträgerbranche. Seine Tochter Jamie Lou Stenzel, bekannt unter dem Künstlernamen Au/Ra, ist als Sängerin aktiv.
Mit seinem damaligen Partner Zied Jouini führte er das Label Crash Records.
Seine erste Veröffentlichung, N.U.K.E-Nana, die er selbst auf dem neuen Label produzierte, kam als Weiterlizenzierung auf Platz 1 (Italien) und auf Platz 3 (Belgien) in den Verkaufscharts. 1993 startete er die Kollaboration mit DJ Taucher, der wöchentliche Veranstaltungen in der Music Hall in Frankfurt hatte. Ihre erste gemeinsame Veröffentlichung war die Single Happiness, die von Oliver Lieb und Booka Shade remixed wurde; die zweite Single Atlantis (1993: Planet Love Records) gilt heute als einer der Klassiker im Trancebereich.

### Erstes Label (1993–1998)
Stenzel gründete 1993 sein erstes eigenes Label Liquid Records und startete mit Oliver Lieb das Projekt Paragliders, das auf dem Hamburger Label Superstition die zwei gemeinsamen Singles Paraglide und Oasis veröffentlichte. Er produzierte weiter mit seinen Partnern und unter Vertrag genommenen Künstlern und DJs sowie Booka Shade, DJ Tatana, DJ Taucher, Mind-X, DJ Sakin, DJ Tool, Marc Green, DJ Talla und anderen. Stenzel veröffentlichte auf Liquid Records über 40 Vinyl-Singles.
Der von Stenzel produzierte Titel Suspicious – Lovewaves wurde auf dem Berliner Label Low Spirit Records veröffentlicht und unter anderem von der Berliner Djane Marusha remixed.

#### DJ Taucher & Stenzel
1995 kaufte Stenzel die Rechte an Planet Love Records, das er zuvor als A & R-Manager geführt hatte, und konzentrierte sich mehr auf die Weiterentwicklung seines Trance-Sounds mit Taucher. Ihre Single Fantasy lizenzierten sie zu Sony Dancepool und kamen in die Top 50 der Mediacontrol-Verkaufscharts. Die dritte Single Infinity kam ebenfalls in die Top 50 in Deutschland.
Bis 1997 remixte das Duo über 52 andere Künstler und deren Titel und wurde von den Lesern des Clubmagazins Raveline als drittbeste Remixer der Kategorie Weltweit gewählt. Stenzel und Taucher remixten außerdem Faithless und God is a DJ, die in vielen Ländern Europas auf Platz 1 kamen. Auch Paul Oakenfold lizenzierte Stenzel-Taucher-Produktionen für seine Compilations. Das Duo veröffentlichte seine Titel unter anderem unter dem Projektnamen Red Light District und Diver & Ace.

#### Sakin & Friends & Ibiza (1999–2006)
1998 veröffentlichte Stenzel die Single Braveheart als ersten Release seines neuen Projekts Sakin & Friends zusammen mit dem Frankfurter DJ Sakin auf seinem Label Planet Love Records. Sie machten eine Club-Coverversion von James Horners Filmmusik Braveheart. Nach etwa vier Monaten spielten sehr viele europäische DJs den Titel und er wurde ein Clubhit. 1999 lizenzierte Stenzel den Titel zu dem Undergroundlabel Overdose und machte einen Remix (Suspicious Remix) des Titels. Nur kurze Zeit nach der Veröffentlichung stieg der Titel ohne Musikvideo oder ähnliche Promotionaktivitäten in die deutschen Media Control Charts ein. Braveheart stieg in den deutschen Charts bis auf Platz 3, in den Deutschen Dance-Charts bis auf Platz 1 und gelangte auch in England, Frankreich und Dänemark bis an die Spitze der Verkaufscharts. Heute gilt Braveheart mit über 650.000 verkauften Einheiten als eine der erfolgreichsten Tranceplatten, die jemals veröffentlicht wurden. Die zweite Single des Duos, Nomansland, schaffte es bis auf Platz 10 in Deutschland und Platz 16 in England, auch ihr Debütalbum Walk on Fire chartete erfolgreich in Deutschland. Nach diesem Erfolg kaufte Stenzel ein Haus auf Ibiza und zog mit seinem Aufnahmestudio auf die Balearen-Insel um.

#### York
Nach Fertigstellung des Studios arbeitete er umgehend an seinen Projekten, unter anderem an York, das er mit seinem Bruder Jörg Stenzel 1998 begonnen hatte. Ihre zweite Single On The Beach wurde auf Dj Talla 2 XLCs Label Suck me Plasma veröffentlicht und später an Sony Music Germany lizenziert sowie auf dem Label Manifesto in England. Ihre vorherige Single The Awakening erreichte Platz 11 der englischen Charts; es war der erste Trancetitel, der elektrische Gitarren als Hauptelement einsetzte. Mit über 250.000 verkauften Einheiten war The Awakening eine der meistverkauften Singles, die nicht die Top 10 in England erreichte. On the Beach war eine Coverversion von Chris Rea und schaffte es auf Anhieb bis auf Platz 3 in England und in die deutschen Top 100 und in den Billboard USA Charts Top 10. Stenzel hatte seinen zweiten großen Hit nach Braveheart. Chris Rea war begeistert von Stenzels Coverversion, die mehr Einheiten verkaufte als sein Original von 1986, und unterstützte die Promotion mit einem gemeinsamen Auftritt in der britischen Top of the Pops Show. Chris Rea und Stenzel schrieben noch weitere Songs zusammen und so entstand der Release Watermen, Your Love is Setting Me Free, der unter anderem von dem bekannten britischen Act remixed wurde.

#### Moby
Seit der Veröffentlichung von Mobys Go 1991 war Stenzel ein großer Fan von Moby. 2001 rief ihn Mobys Manager an und fragte ihn, ob er die neue Single Porcellain remixen wolle. Stenzel machte einen deepen Clubremix, der später auf Mute Records veröffentlicht wurde.

#### Ibiza-Projekte
In Ibiza lernte Stenzel 1999 DJ Sin Plomo kennen, der im Space-Club (We Love Sundays) und im bekannten KM 5-Club tätig war. Sie starteten eine intensive Zusammenarbeit, die in mehrere „km 5“-Alben mündete, die Stenzel erfolgreich auf Richard Bransons Virgin Records lizenzierte. Es folgten Kooperationen mit dem auf Ibiza ansässigen DJ Paul Lomax. Stenzel schaffte es mit seinen Chillout-Produktionen auch auf die bekannte „Cafe del Mar“-Kompilation und auf Buddha Bar in Paris. Er veröffentlichte ebenfalls ein Album und mehrere Singles mit dem im Pacha tätigen Matt Caseli. Es entstand das erste Album mit Angela Heldmann alias Asheni, das Retro-Jazz- und elektronische Elemente vereint. Das Album Butterfly Survival Kit von Asheni veröffentlichte er bei Offshore Music Schweiz/EMI und in Asien, Japan, China und Taiwan auf Hi Note Records. 2004 lernte Stenzel Sven Greiner (DJ Shog) kennen. Nach nur wenigen Tranceproduktionen in den vorherigen Jahren produzierte er mit Shog Trance auf dem neu gegründeten Trancelabel 7th Sense Recordings. Es folgten zahlreiche Veröffentlichungen unter verschiedenen Projektnamen wie Mandala Bros. und Jolly Harbour.

#### Tarja Turunen
2006 suchte die finnische Rock-Sängerin Tarja Turunen, die Ex-Sängerin von Nightwish, neue Songs für ihr erstes Soloalbum. Stenzels britischer Freund und Songwriter Adrian Zagoritis schickte ihr den gemeinsam geschriebenen Chillout-Titel Iceflowers, der zuvor auf dem Chillout-Album Peace von York erschienen war. Turunen beschloss, mehr Musik für das Album mit Stenzel zu schreiben, und so entstanden insgesamt fünf Titel für das Debütalbum My Winter Storm in Zusammenarbeit mit ihm. Turunens Album war ein weltweiter Erfolg und erhielt diverse Platin- und Gold-Auszeichnungen in Finnland, Russland, Deutschland und wurde von Universal Music in siebzig Ländern veröffentlicht.

### Los Angeles und Antigua
2006 reiste Stenzel in die USA, um für das von ihm vorproduzierte Album von Jennifer Paige (No. 1 Hit Crush) einen Plattenvertrag abzuschließen. Sie stellte ihn dem Songschreiber Rick Nowels vor. Dieser fragte ihn, ob er Lust habe, für ihn Keyboard zu spielen. Stenzel spielte dann auf der Single Chickfit Keyboard, die 2007 veröffentlicht wurde, und auf neuen Songs der Kanadierin Nelly Furtado und der englischen Sängerin Joss Stone. 2007 schrieb Stenzel seine ersten drei Songs mit Rob Davis, der unter anderem Kylie Minogues Hit Can’t Get You Out Of My Head komponierte. Nach fast 10 Jahren Ibiza siedelte Stenzel auf die westindische Insel Antigua um und baute sein neues Studio Midway Studios auf. Dort arbeitete er eineinhalb Jahre, bevor er in seinem Wohnhaus das neue Jungle Studio baute. 2008 stellte Stenzel das Trancealbum der kroatischen Sängerin Narany fertig, die in Kroatien zur besten nationalen Sängerin 2008 gewählt wurde.
Durch seinen neuen USA-nahen Standort entstanden zahlreiche neue Projekte und Verbindungen. So remixte er 2010 den RnB-Star Shontelle für Motown Music und produzierte ein Chill/Lounge-Album mit Donald Trumps Ex-Frau Marla Maples. Er startete auch verschiedene Projekte mit lokalen Künstlern wie Jus Bus, Logiq, Claudette Peters, Tian Winter oder dem Reggae-Sänger Promise.
Am 1. Februar 2013 erschien in Zusammenarbeit mit Mike Oldfield das Remixalbum Tubular Beats. Anders als frühere Clubmixe ist das Album eine echte Zusammenarbeit zwischen Oldfield and Stenzel, bei der Teile der originalen Multitrack-Bänder ebenso wie von Oldfield neu eingespielte Bestandteile verwendet wurden. Tarja Turunen singt auf dem Album den Titel Never Too Far.

### Filmmusik
2007, kurz nach seiner Ankunft in Antigua, traf Stenzel durch seinen antiguanischen Freund und Filmproduzenten Bert Kirchner den deutschen Filmproduzenten Roland Hergert, der dabei war, die Filmarbeiten für seinen neuen Film Fire zu beenden. Stenzel bekam den Auftrag, die Filmmusik zu komponieren, und schrieb seinen ersten Soundtrack. Kurz darauf folgte ein weiterer Independent-Film, Memoirs of the Blue von Shabier Kirchner, der unter anderem 2020 großen Erfolg mit Steve McQueen und der "Small Axe" Serie auf BBC hatte.
Seit 2009 betreiben Kirchner und Stenzel sowie Kirchners Sohn Shabier die Filmproduktionsgesellschaft "Wadadli Filmstudios".

### Au/Ra
Seit 2014 arbeitet Stenzel vermehrt mit seiner Tochter Jamie Lou Stenzel. Er erkannte ihr Talent bei einer zufälligen Aufnahme eines Rihanna-Covers. Gemeinsam starteten sie einen YouTube-Kanal unter "Jamie Lou", der nach dem Reggae-Cover "Royals" der Künstlerin "Lorde" schnell viral ging. Der Kanal wuchs auf fast 20.000 Abonnenten und hat momentan über 500.000 Follower (Stand 2024), wurde aber in Au/Ra im Jahre 2016 unbenannt. Au/Ras erste Produktionen wurden von Stenzel produziert, später zog er sich jedoch ins Management zurück, wirkte aber an zahlreichen Produktionen als Toningenieur mit (u. a. Jax Jones, Alan Walker etc.). Heute ist er Geschäftsführer des Unternehmens, das er mit seiner Tochter besitzt (Auramusic Ltd.) und wirkt im Hintergrund.
Au/Ra wurde zu einem großen Erfolg für das Vater-Tochter-Gespann.

## Auszeichnungen
- 1999 Echo-Nominierung: Sakin & Friends als Bester nationaler Dance Act
- Planet-Radio-Auszeichnung: Braveheart war der meistgewünschte Titel im Radio 1999
- Gold in Deutschland: 250.000 verkaufte CDs: Sakin & Friends, Braveheart
- Silber in England: 200.000 verkaufte CDs: Sakin & Friends, Braveheart
- Silber in England: 200.000 verkaufte CDs: York, On the Beach
- Platin in Dänemark: 1.000 verkaufte CDs: Sakin & Friends, Braveheart
- Gold in Dänemark: 5.000 verkaufte CDs: Sakin & Friends, Braveheart
- Gold in Griechenland: über 30.000 verkaufte CDs: Pop Idol-Gewinner High 5
- Gold in Russland: 10.000 verkaufte CDs: Tarja Turunen, My Winter Storm
- Platin in Finnland: über 30.000 verkaufte CDs: Tarja Turunen, My Winter Storm
- 2012 Gold in Deutschland: 100.000 verkaufte CDs: Tarja Turunen My Winter Storm
- 2018 Silber in England: 200.000 verkaufte Einheiten mit: Au/Ra, Panic Room (Music Management)
- 2019 1 Billion Streams award mit: Au/Ra
- 2020 Gold in den USA mit: Au/Ra, Panic Room

## Diskografie (York)
| - 1990 RECALL IV – Contrast - 1991 TRUST IN 6 – Life in Ecstasy - 1992 LYRICAL TERRORIST – Lyrical Terrorists - 1992 N.U.K.E. – Nana - 1993 TAUCHER – Atlantis - 1994 PARAGLIDERS – Paraglide - 1995 TAUCHER – Fantasy - 1995 PARAGLIDERS – Oasis - 1995 SUSPICIOUS – Lovewaves - 1996 SUSPICIOUS – Maid of Orleans - 1996 TAUCHER – Waters - 1996 MISS YETTI – La Pression Innovative - 1996 DJ BUZZ – Situations - 1996 SCOOTER – I’m Raving - 1997 AYLA – Ayla - 1997 SOSA – The Wave - 1998 FRONT 242 – Headhunter - 1998 TATANA & DJ ENERGY – End of Time - 1998 YORK – The Awakening - 1998 DJ SAKIN & FRIENDS – Braveheart - 1998 C & M – Dream Universe - 1999 DJ SAKIN & FRIENDS – Nomansland - 1999 TAUCHER – Child of a Universe - 1999 YORK – Reachers of Civilisation - 1999 TAUCHER & TALLA 2XLC – Nightshift - 1999 AYLA – Ayla Part 2 - 2000 MOBY – Porcellain (Torsten Stenzel Remix) - 2000 FAITHLESS – God is a DJ - 2000 VANESSA MAE & SAKIN & FRIENDS – Reminiscing - 2002 TRANCE ALLSTARS – Lost in Love - 2002 ATB FEAT YORK – The Fields of Love - 2005 ELIZE – Automatic - 2006 ALL SAINTS – Chickfit - 2007 MANDALA BROS. – Sleepwalking - 2007 HIGH 5 – Mena Fili - 2007 IKE & TINA TURNER – (Paul Lomax Remix) - 2008 TARJA TURUNEN – The Reign - 2009 MANDALA BROS. – Amazing - 2010 SHONTELLE – Licky - 2010 DreamMan feat. York – Moonrise On The Beach Jede Veröffentlichung ist mit Chartplatzierung und Länderkennung genannt. - 1990[a] N.U.K.E. Nana - 1994[b] Taucher Fantasy 49 (DE) - 1995[b] Taucher Infinity 50 (DE) - 1998[g] Kai Tracid Liquid Skies 31 (DE) - 1999[c] Tatana End of Time 48 (CH) - 1999[b] Taucher Bizarre 32 (DE) - 1999[d] York The Awakening 11 (UK) - 1999[d] Ayla Ayla 22 (UK) - 1999[e] Tatana 24 Karat 9 (CH) - 1999[b][c][d][g] Sakin & Friends Protect your Mind (Braveheart) 3 (DE) 4 (UK) 15 (CH) 20 (AT) - 1999[h] Sakin & Friends Walk on Fire 71 (DE) 23 (CH) - 2000[g][d][i] York On the Beach - 2000[b][c][d][g] Sakin & Friends Nomansland 14 (DE) - 2000[d] York Farewell to the Moon 37 (UK) - 2000[e] Tatana Pink Punk 5 (CH) - 2001[d] York & ATB Field of Love - 2003[j] Hi 5 Gennithika Ksana - 2005[k] Elize Automatic - 2007[l] Tarja Turunen My Winter Storm 3 (DE) 15 (UK) 11 (AT) | - Two Man Ahead – Crossing All Stars - Two Man Ahead – Sign of a Difference - Taucher – Return to Atlantis - Taucher – Ebbe & Flut/High Tide – Low Tide - York – Experience - York – Piece - York – Traveller (2016) - Tarja Turunen – My Winter Storm - Jennifer Paige – Best Kept Secret - All Saints – Studio One (Chickfit) - Asheni – Butterfly Survival Kit - York – Indigo (2022) - 2000–2002 KM 5 Ibiza – Vol. 3 & 4 - 2006 La Maison De L’Elephant Ibiza - 2007 Eye Trance Vol. 11 - 2013 Tubular Beats (Mike-Oldfield-Remix-Album) |

## Filmografie
- 2008 Fire, Motion Picture, Arenico Production, produced by Rolant Hergert, feat. Gary Dourdan, Cosma Shiva Hagen, Ken Douken
- 2007 Fire, Making Of, Produced by Shab Kirchner, interview Gary Dourdan
- 2008 Memoirs of the Blue Soundtrack, Halivantigua Films, Produced by Bert Kirchner & Luke Hanson